# Vidžaj Amritraž
Vidžaj Amritraž (anglicky Vijay Amritraj, tamilsky விஜய் அம்ரித்ராஜ், * 14. prosince 1953 v Madrásu) je bývalý indický tenista. Profesionálními tenisty byli i jeho bratři Ánand Amritraž a Ašók Amritraž a syn Prakáš Amritraž.
Vyhrál šestnáct turnajů ve dvouhře a třináct ve čtyřhře, jeho nejlepším umístěním na žebříčku ATP bylo 16. místo, získal Cenu ATP pro hráče s nejlepším zlepšením roku v roce 1973. Nejlepším výsledkem na Grand Slamu bylo čtvrtfinále Wimbledonu v letech 1973 a 1981 a čtvrtfinále US Open v letech 1973 a 1974. V roce 1976 hrál s bratrem Ánandem semifinále čtyřhry na US Open. S daviscupovým týmem Indie postoupil do finále soutěže v roce 1974, kdy Indové vzdali zápas proti Jihoafrické republice na protest proti politice apartheidu, a v roce 1987, kdy podlehli ve Švédsku 0:5.
Ve filmu Chobotnička hrál vedlejší roli indického agenta. Roku 1983 obdržel státní vyznamenání Padma Šrí. Po skončení kariéry působil jako sportovní komentátor, založil dobročinnou nadaci Vijay Amritraj Foundation. Účastní se také exhibičních zápasů, v roce 2008 postoupil s Gene Mayerem do finále veteránské čtyřhry ve Wimbledonu.